# Каплиця святого Миколая (Рожанівка)
Каплиця святого Миколая в Рожанівці — культова споруда, пам'ятка архітектури місцевого значення в  селі Рожанівці Товстенської громади Чортківського району Тернопільської области України.

## Відомості
7 вересня 1817 року польська пані Марія з сім'єю проїжджала селом у кареті. В один момент коні рванули, і всі, хто перебували в кареті, загинули крім Марії. На знак подяки вона вирішила встановити в цьому місці скульптуру святого Миколая, а згодом — каплицю (1890).
Протягом 40 років за святинею наглядали і підтримували її в належному стані жителі села Текля Танчук[джерело?], Анастасія Гриненко та Марія Лищишин.
У 2015 році каплицю реставровано.